# Szwedzki Rinkeby
Szwedzki Rinkeby (szw rinkebysvenska zwany również förortssvenska, shobresvenska) jest ogólnym terminem określającym dialekt języka szwedzkiego używany głównie na  przedmieściach („blokowiskach”) dużych szwedzkich miast z wysokim odsetkiem imigrantów. Rinkeby jest jednym z przedmieść Sztokholmu, ale termin rinkebysvenska może być używany w odniesieniu do innych wariantów w innych miastach. 
Rada Języka Szwedzkiego (Svenska språkrådet) rekomenduje raczej używanie terminu förortssvenska (szwedzki z przedmieścia).
Nazwa Shobresvenska pochodzi od arabskiego wyrażenia "Sho bre", oznaczającego "Cześć!" i jest jedną z wielu popularnych nazw języka rinkeby.

## Klasyfikacja
Opinie językoznawców na temat rinkebysvenska są zróżnicowane. Ulla-Britt Kotsinas opisuje go jako wyraz kultury młodzieżowej. Catharina Grubaum zaś, jako wyjątkową odmianę języka szwedzkiego, tzw. protokreol.

## Twórczość
W Szwecji wydano kilka powieści pisanych językiem imitującym rinkebysvenska, np. Ett öga rött napisana przez Jonasa Hassena Khemiri i Kalla det vad fan du vill autorstwa Marjaneh Bakhtiari.
Wiele zespołów hip-hopowych rapuje w rinkebysvenska. Jeden z popularniejszch to The Latin Kings.